# فرايبورغ
فرايبورغ (بالألمانية: Freiburg) مدينة ألمانية صغيرة نسبيًا، تقع بمنطقة بادن-فورتمبيرغ في أقصى جنوب غرب البلاد، تعد فرايبورغ من أكثر المدن عالمياً اهتماماً بالبيئة نظرا لاعتمادها مناهج الاستدامة منذ سبعينات القرن الماضي.

## التخطيط
تتألف شبكة المواصلات والنقل من 17 مؤسسة مختلفة مما يتيح إمكانية سهلة وكبيرة للوصول والتنقل في جميع أنحاء المدينة. وحيث أن المدينة قد نمت في السنوات الأخيرة لتضم منطقتين جديدتين، حيث أنها نجحت بالالتزام بخطة النمو المعتمدة وبالحد من الزحف والتوسع الحضري، إذ تعد الطبيعة هناك في غاية الأهمية حيث تم استغلال ما نسبته 50 ٪ من الأراضي في المدينة من أجل المحميات الطبيعية والحدائق العامة أو المناظر الطبيعية، كما أن عملية إشراك المواطنين تعد فاعلة وكبيرة من خلال الاجتماعات والجلسات العامة واللجان والحملات التي تركز على جعل المدينة أكثر خضاراً.

## مدينة خضراء
منذ أن أصبحت المدينة مدينة خضراء من خلال التخلص من استخدام الطاقة النووية، فقد عمدت إلى اتخاذ خطوات منهجية لزيادة الاستدامة وخفض التأثير الكربوني فيها. كما أن لمدينة فرايبرغ تاريخ في سياسة الطاقة النظيفة، وتمتلك صناعات الطاقة الشمسية، حيث أنها تنتج الألواح الشمسية. وتمضي المدينة كذلك في سعيها إلى خفض الانبعاثات الكربونية من خلال استخدام وسائل النقل العام وإنشاء أحياء يتيسّر المشي فيها، إذ تشكل السيارات الخاصة ما نسبته 30 ٪ فقط من مجموع وسائل النقل، أما النسبة المتبقية فهي لوسائل النقل العام والمشي أو ركوب الدراجات.

## توأمة
لفرايبورغ اتفاقيات توأمة مع كل من:
- بيزنسون (1959 - )
- إنسبروك (3 مايو 1963 - )[15]
- بادوفا (1967 - )
- غلدفورد (1979 - )
- ماديسون (1987 - )
- ماتسوياما (1988 - )
- لفيف (1989 - )
- غرناطة (1991 - )
- أصفهان (2000 - )
- ولولي دي خينوتيغا (1988 - )
- جياوتسو

## أعلام
- جوانا فوكاليك
- أوغست وايزمان
- أوتو فاربورغ
- تيل شفايجر
- يوزيف فيرت
- فولفغانغ شويبله
- فريدريش فون هايك
- جورج هيفيشي
- هانس سبيمان
- قسطنطين فيرينباخ
- إرنست تسيرميلو

## معرض الصور

Freiburg im Breisgau - فرايبورغ
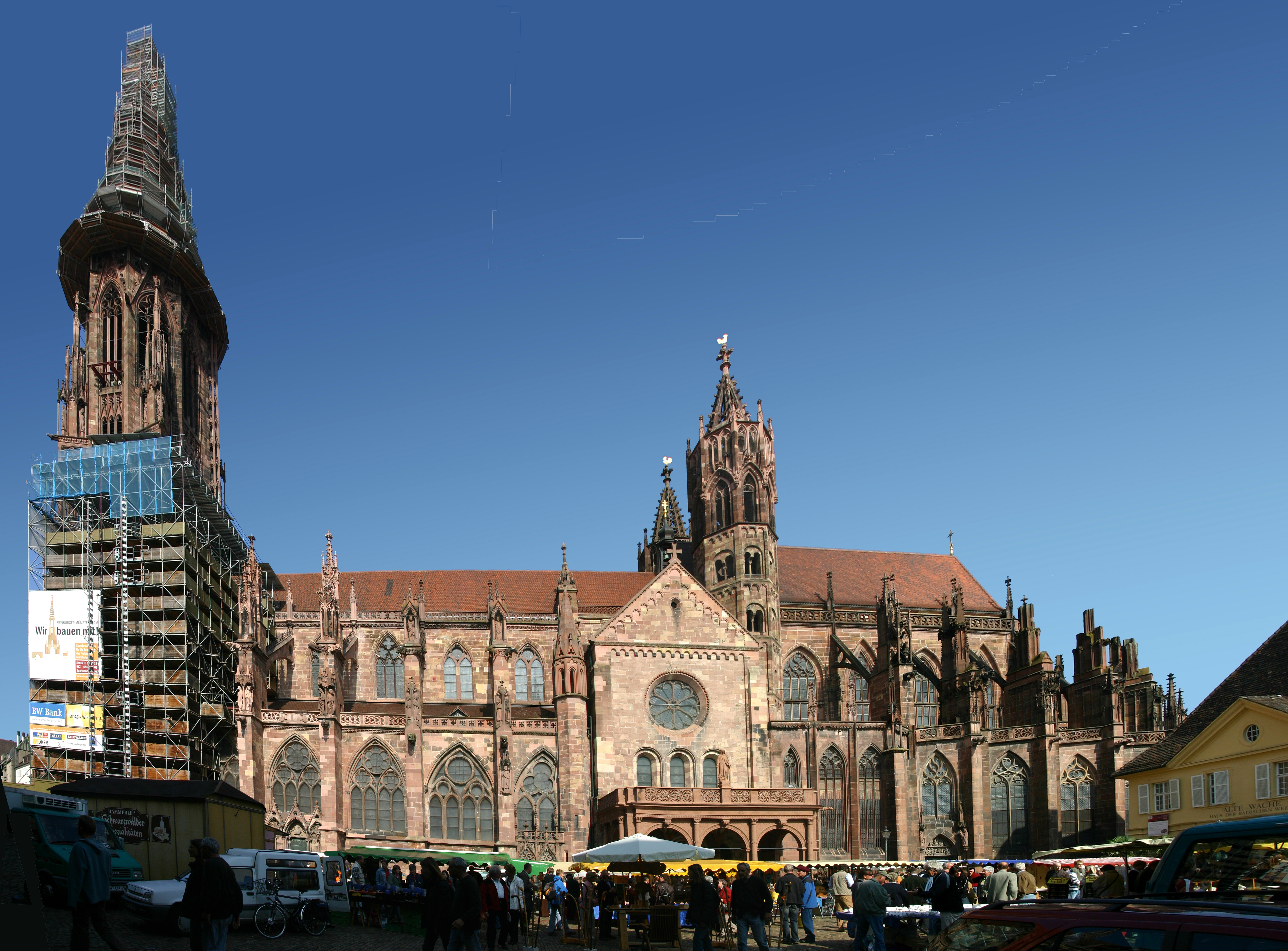
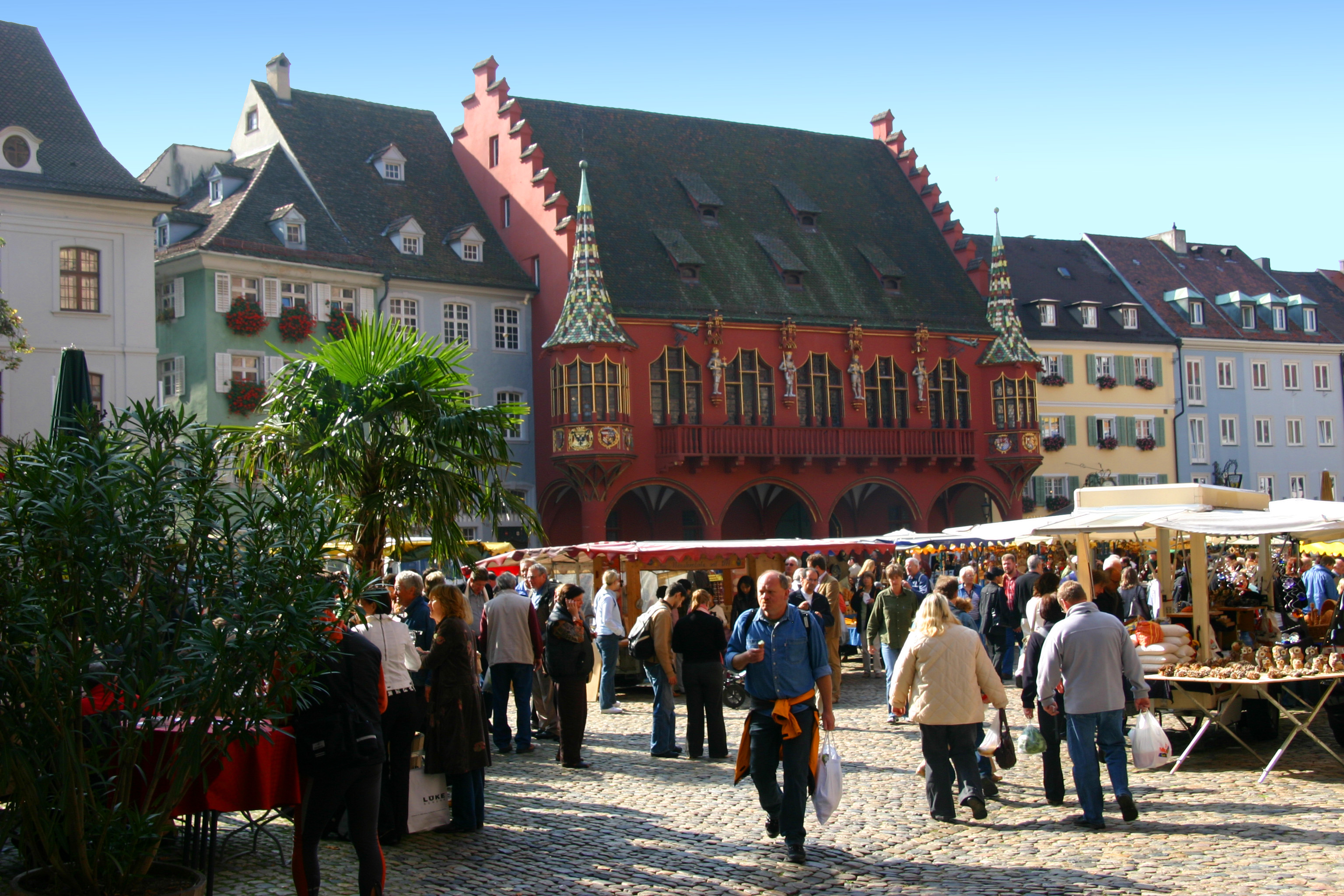
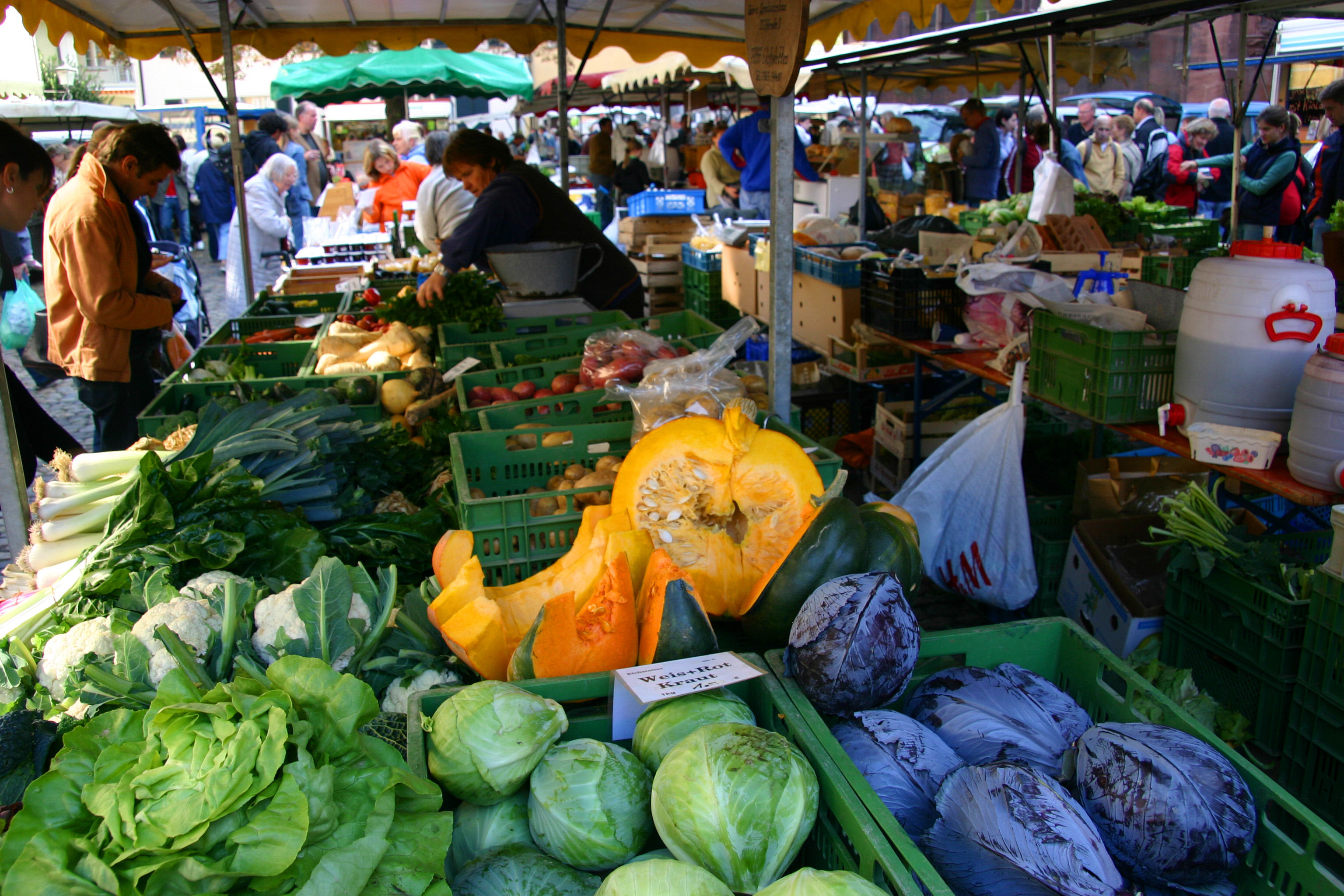
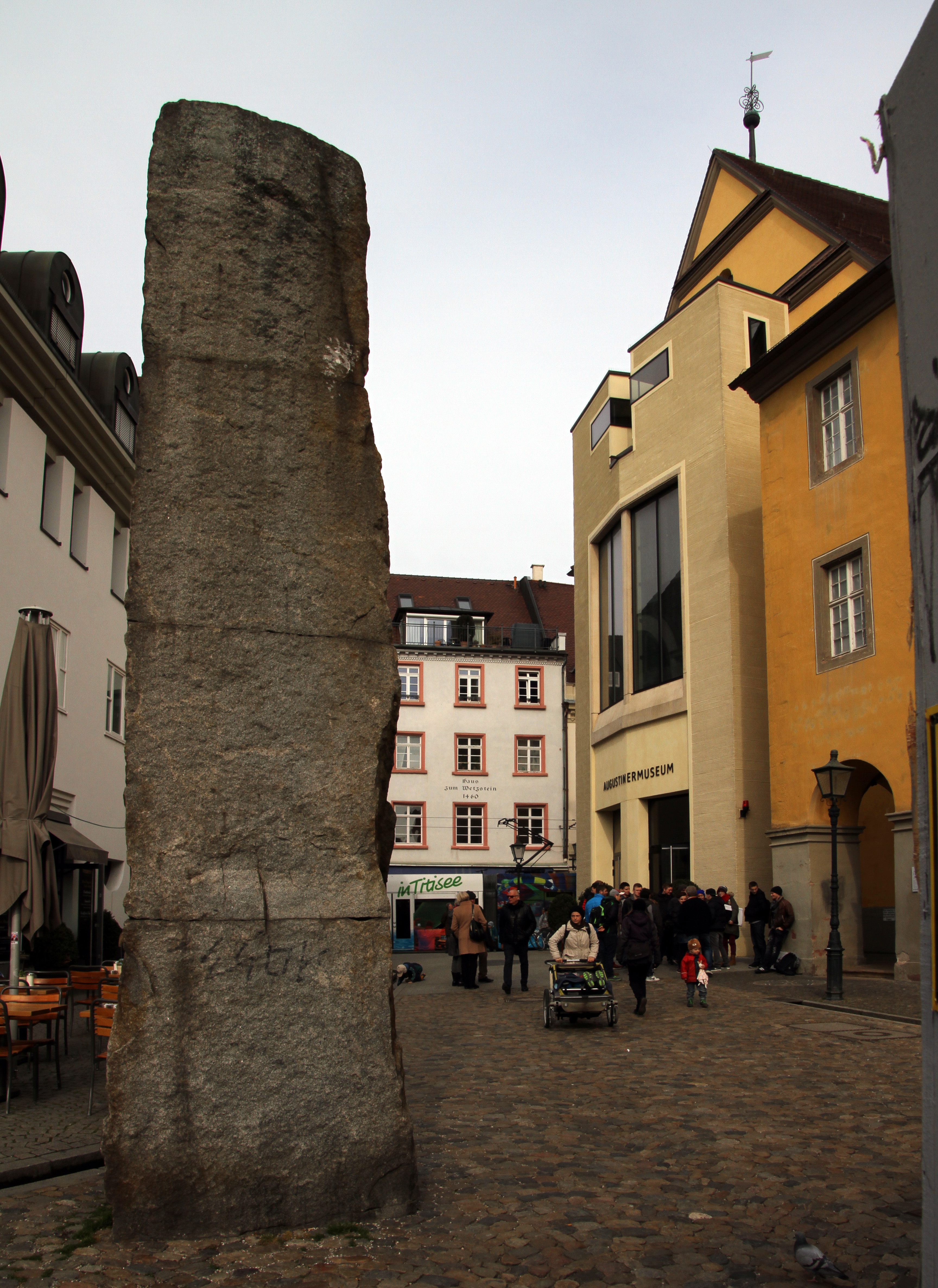
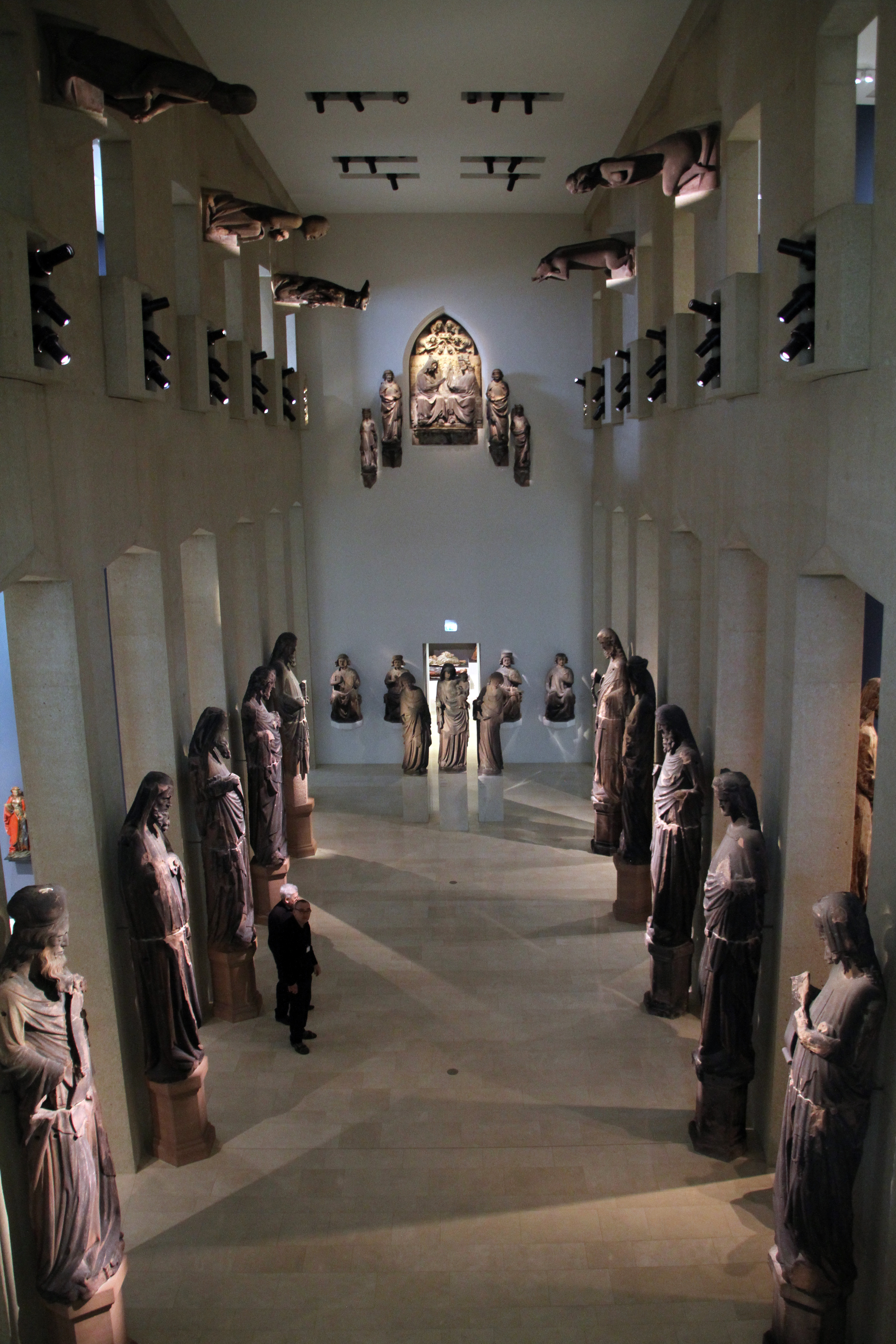
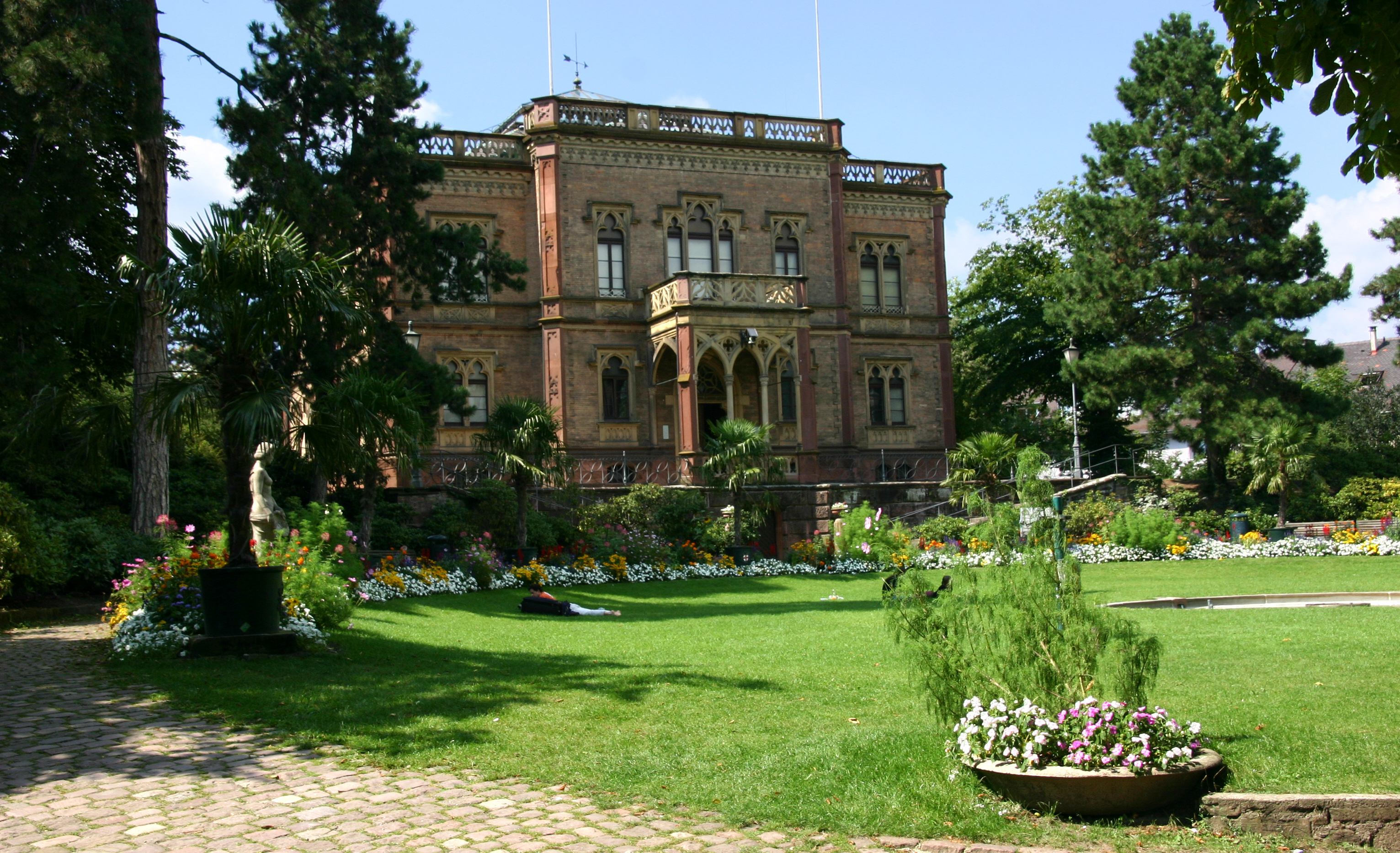
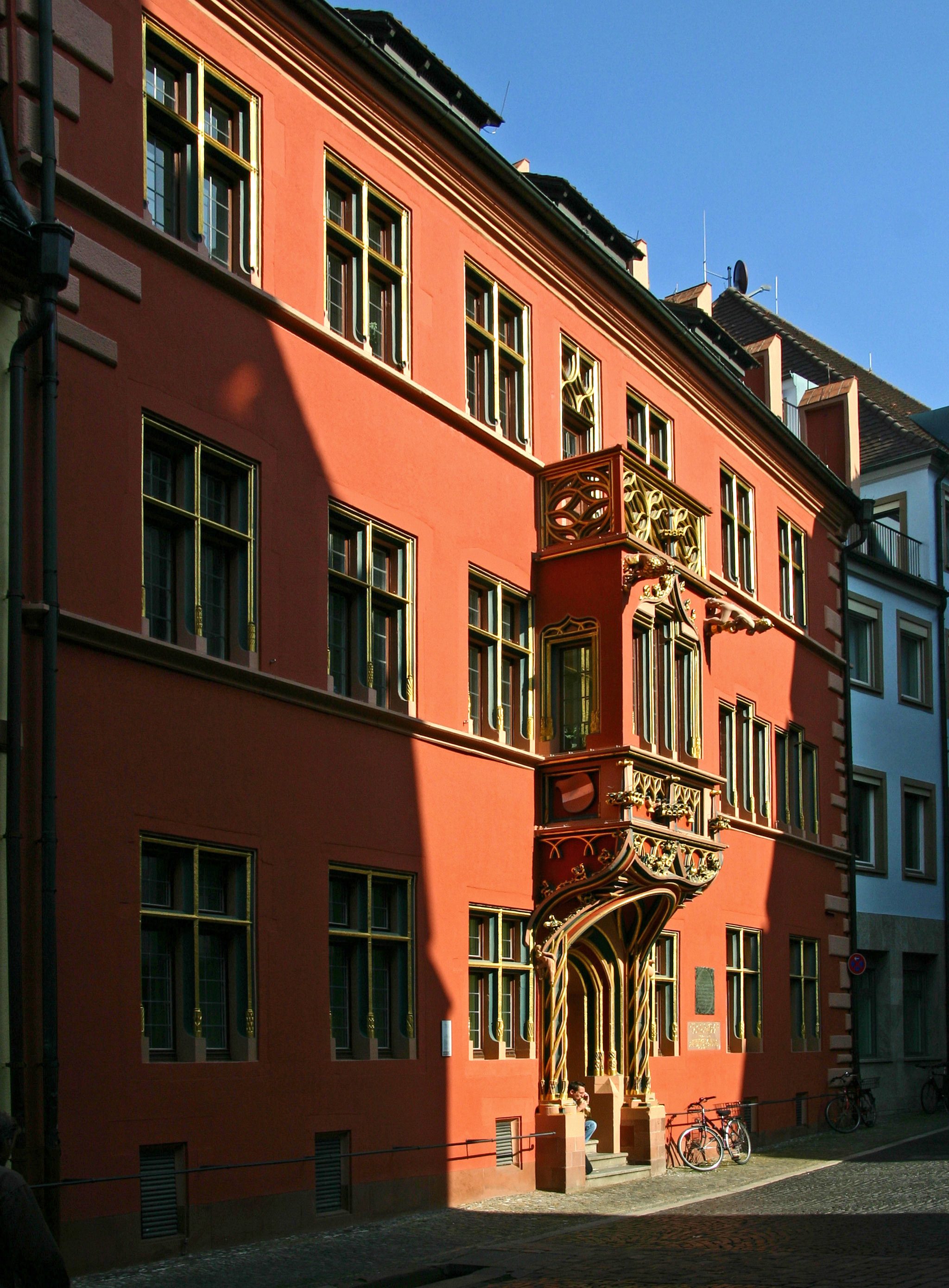
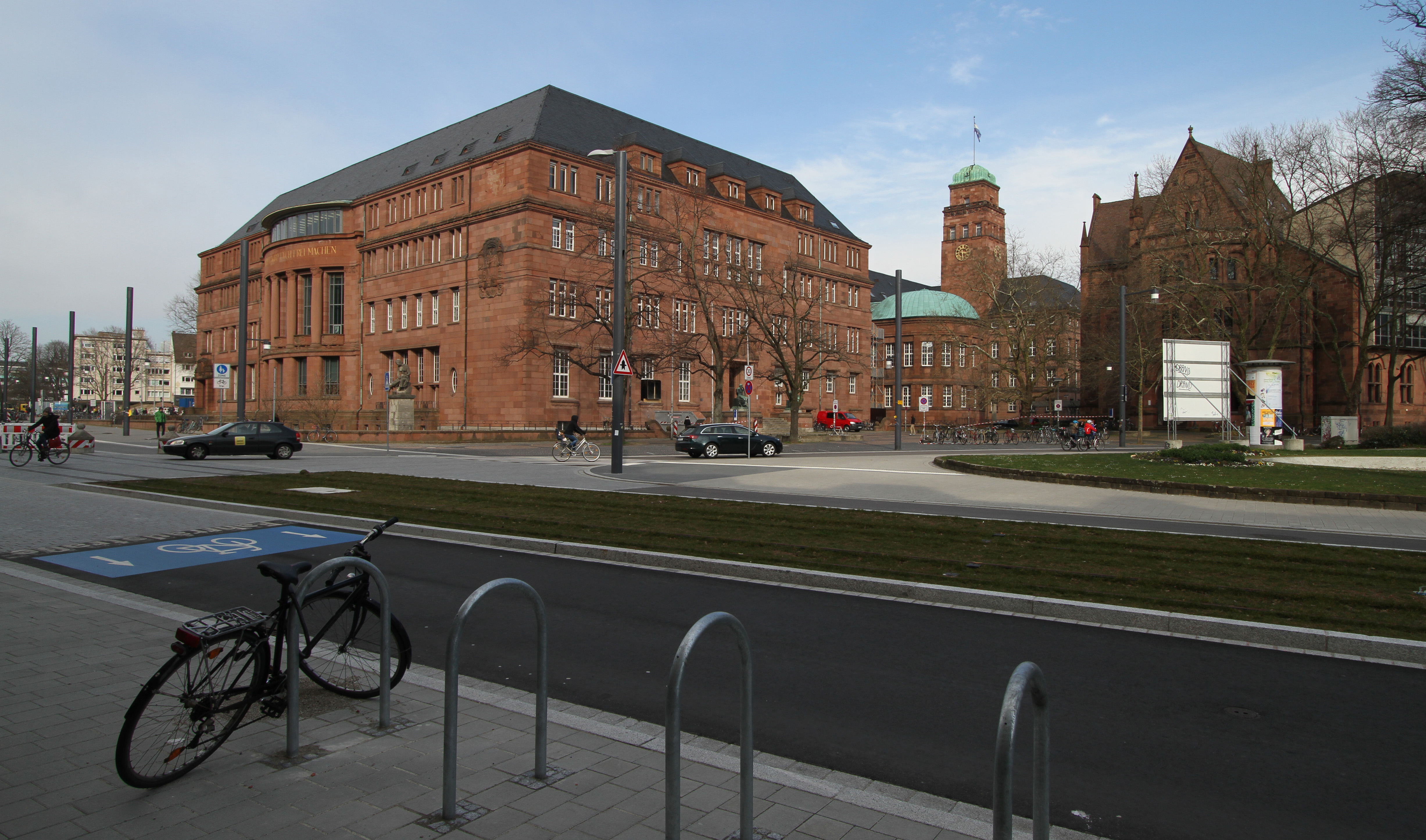
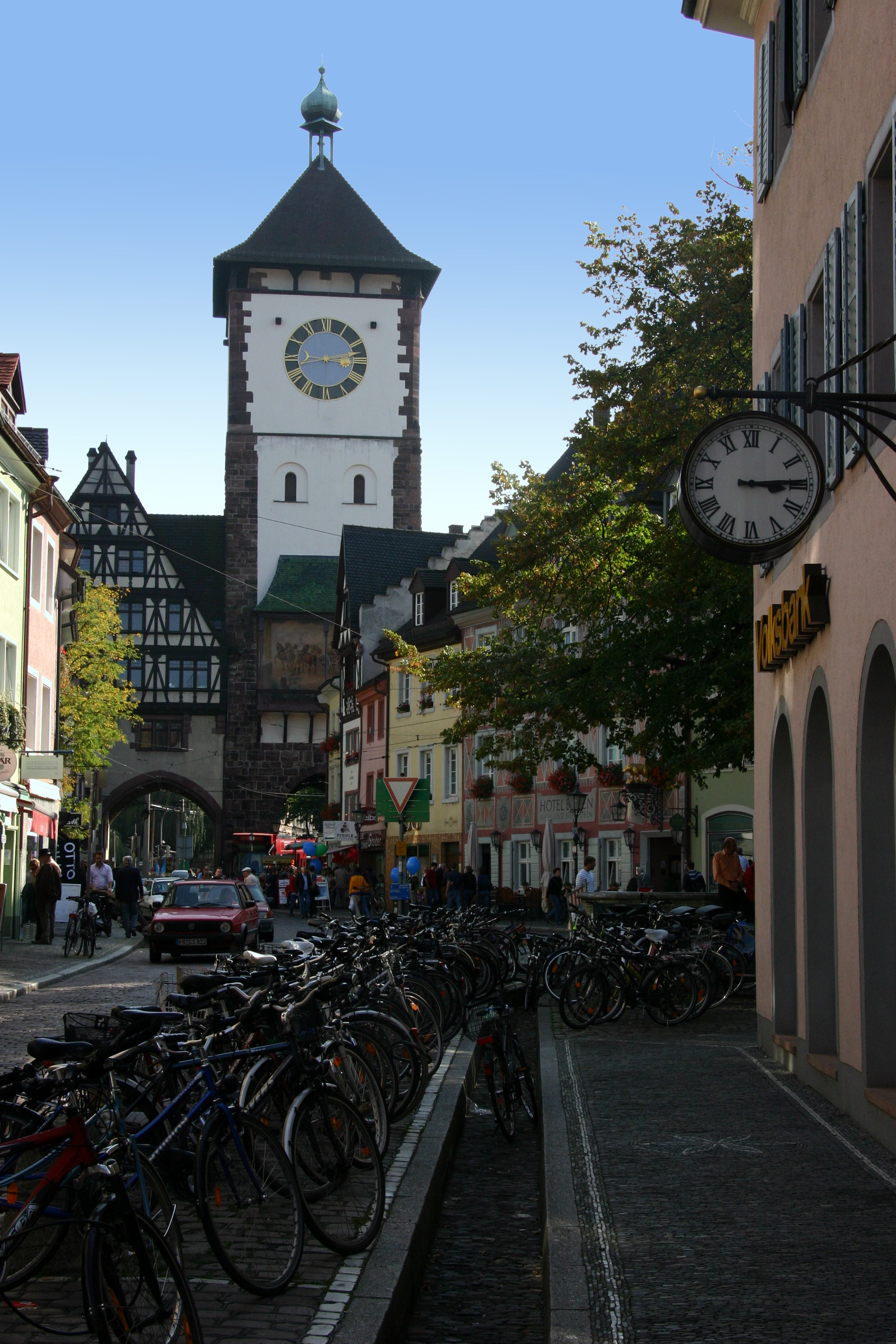
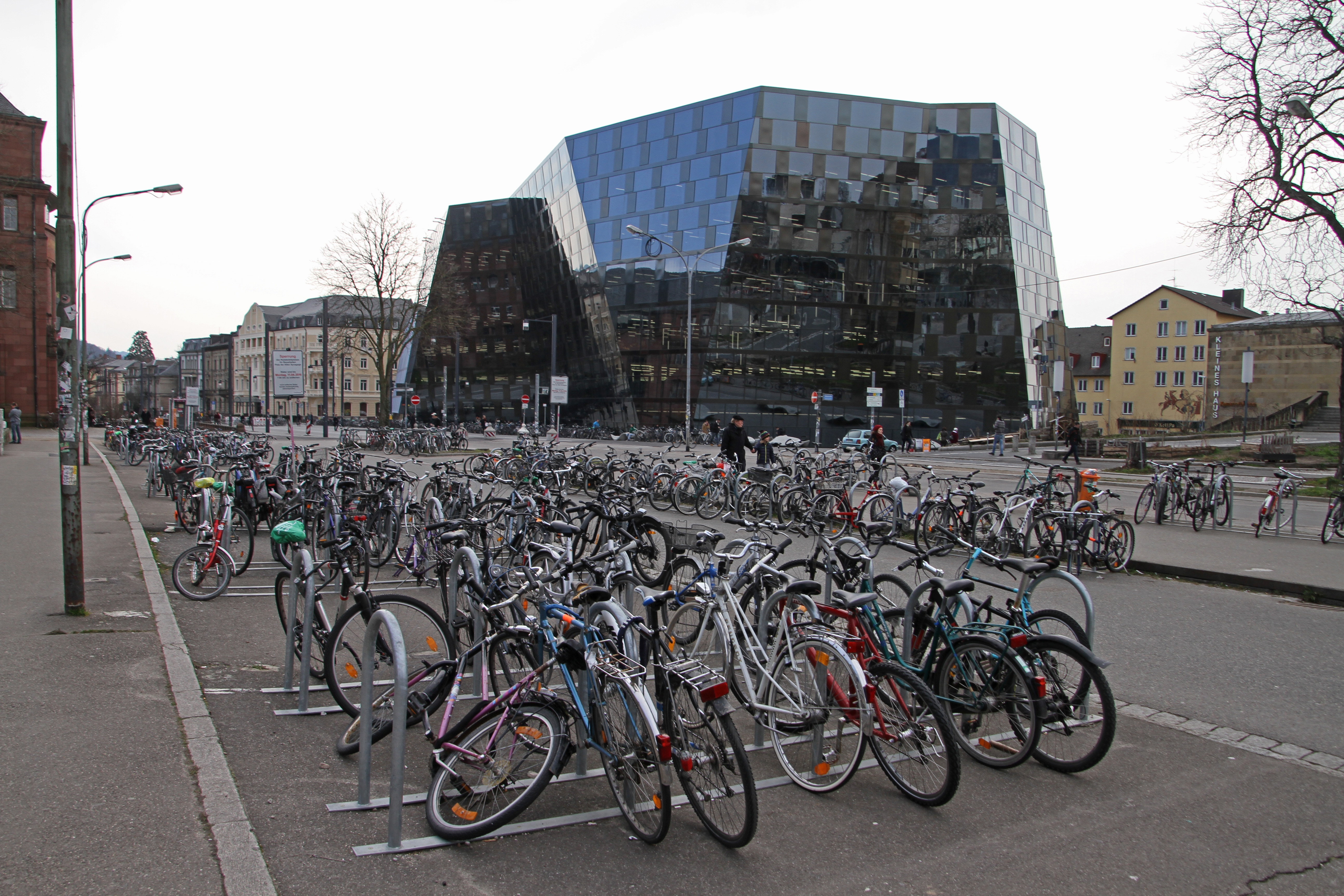